# Polska na Europejskich Igrzyskach Halowych w Lekkoatletyce 1969
Polska na Europejskich Igrzyskach Halowych w Lekkoatletyce 1969 – reprezentacja Polski podczas zawodów w Belgradzie zdobyła dziewięć medali w tym sześć złotych i zajęła drugie miejsce w klasyfikacji medalowej.

## Wyniki reprezentantów Polski

### Mężczyźni
- bieg na 50 metrów
  - Zenon Nowosz zajął 1. miejsce
  - Marian Dudziak odpadł w eliminacjach
- bieg na 400 metrów
  - Jan Balachowski zajął 1. miejsce
  - Jan Werner zajął 2. miejsce
- bieg na 800 metrów
  - Henryk Szordykowski zajął 2. miejsce
- bieg na 1500 metrów
  - Jerzy Maluśki zajął 6. miejsce
- bieg na 3000 metrów
  - Stanisław Podzoba zajął 8. miejsce
- bieg na 50 metrów przez płotki
  - Leszek Wodzyński odpadł w eliminacjach
- sztafeta 4 × 2 okrążenia
  - Jan Werner, Jan Radomski, Andrzej Badeński i Jan Balachowski zajęli 1. miejsce
- sztafeta 1+2+3+4 okrążenia
  - Edward Romanowski, Andrzej Badeński, Henryk Szordykowski i Jan Radomski zajęli 1. miejsce
- skok w dal
  - Stanisław Szudrowicz zajął 8. miejsce
- trójskok
  - Adam Adamek zajął 7. miejsce

### Kobiety
- bieg na 50 metrów
  - Irena Szewińska zajęła 1. miejsce
  - Urszula Jóźwik zajęła 5. miejsce
- bieg na 800 metrów
  - Zofia Kołakowska zajęła 5. miejsce
- bieg na 50 metrów przez płotki
  - Elżbieta Żebrowska odpadła w eliminacjach
- sztafeta 1+2+3+4 okrążenia
  - Irena Szewińska, Zdzisława Robaszewska, Elżbieta Skowrońska i Zofia Kołakowska zajęły 2. miejsce
- skok wzwyż
  - Danuta Berezowska zajęła 7. miejsce
- skok w dal
  - Irena Szewińska zajęła 1. miejsce
  - Mirosława Sarna zajęła 6. miejsce